# 嬌德山
嬌德山（英語：Mount Jord），是南極洲的山峰，位於維多利亞地的斯科特海岸，屬於阿斯加德山脈的一部分，海拔高度1,400米，由新西蘭地理委員會命名，現時由南極條約體系管理。